# Zeebo Extreme Jet Board
Zeebo Extreme Jetboard é um jogo eletrônico da série Zeebo Extreme para o console Zeebo. Nada se sabia da existência do projeto, até que perto do natal de 2009, quando a informação acabou por vazar pela internet.[carece de fontes?] Seu lançamento foi realizado no dia 21 de dezembro de 2009.

## Fases
As locações se tratam de cidades do Brasil. São elas:
- Angra dos Reis (Rio de Janeiro)

Dificuldade: Fácil
- Vitória (Espírito Santo)

Dificuldade: Média
- Fernando de Noronha (Pernambuco)

Dificuldade: Difícil